# Jessie Eden
Jessie Eden (geborene Shrimpton; geboren am 24. Februar 1902 in Birmingham, England; gestorben am 27. September 1986 ebenda) war eine britische Gewerkschafterin und Politikerin. Sie wurde berühmt durch den 1939 von ihr angeführten Mieterstreik von  40.000 bis 50.000 Haushalten in Birmingham.
Eden überzeugte 1926 die Arbeiterinnen in der Lucas-Fabrik in Birmingham, sich dem britischen Generalstreik anzuschließen. Sie führte 1931 einen unangekündigten erfolgreichen Streik von 10.000 Fabrikarbeiterinnen an. Im späteren Leben diente sie drei Jahrzehnte lang in der Birmingham city's federation of council house tenants; sie beteiligte sich auch am Bau der Moskauer U-Bahn. Ihr gewerkschaftliches Engagement in den Midlands führte zu einem kräftigen Anwachsen der Zahl von Frauen, die Gewerkschaftsmitglieder wurden.
Ihr Leben lang unterstützte Eden die Transport and General Workers' Union (T&G) sowie die Kommunistische Partei Großbritanniens (CPGB), zu deren führenden Funktionären sie gehörte. Für ihren Einsatz für Verbesserungen der Arbeitsbedingungen englischer Fabrikarbeiter wurde sie von Ernest Bevin mit der T&G Goldmedaille geehrt.

## Kindheit, Jugend, Ehe
Jessie Shrimpton wurde am 24. Februar 1902 in der Talbot Street geboren; das Viertel gehörte damals zum Unterbezirk All Saints von Birmingham. Ihre Mutter, die ebenfalls Jessie hieß, beteiligte sich an einer Kampagne für das Frauenwahlrecht; der Vater William war Juweliergeselle. Die Familie lebte im Juweliersviertel von Hockley in Birmingham. In der Nähe befand sich die Fabrik Lucas Electrics, später berühmt wegen der Gewerkschaftsaktionen von Eden. Jessie war die älteste der drei Töchter von Jessie und William Shrimpton, die anderen waren May und Nell. Im Jahr 1911 wohnte die Familie in der Bridge Street; der Vater, inzwischen 27 Jahre alt, arbeitete als Elektriker.
Im Sommer 1923 heiratete Jessie in Kings Norton einen Mann mit dem Namen Albert Eden. Daher wurde sie unter dem Namen Eden bekannt. Später erklärte sie, diese nur kurze Zeit währende Ehe sei ein Irrtum gewesen; sie sei mit einem Man verheiratet gewesen, der ganz andere politische Auffassungen gehabt habe als sie selbst.

## Führungsaufgaben in der Gewerkschaft und politischer Aktivismus

### Der Generalstreik von 1926
Eden wurde Fabrikarbeiterin in der Lucas-Electronics-Fabrik in Birmingham, wo sie Stoßdämpfer füllte und als gewerkschaftliche Vertrauensperson für die einzige gewerkschaftlich organisierte Frauengruppe in der Fabrik tätig war. Während des Generalstreiks im Vereinigten Königreich 1926 überzeugte sie eben diese gewerkschaftlich organisierten Arbeiterinnen, die Fabrik zu verlassen und sich dem Streik anzuschließen. Ihre Eltern unterstützten ihr gewerkschaftliches Engagement: Ihr Vater schloss sich ihr während des Generalstreiks an und ihre Mutter hängte eine rote Fahne aus dem Fenster. Eden erinnerte sich später:

„One policeman put his hands on my arms. They were telling me to go home, but the crowd howled … 'Hey, leave her alone'… and some men came and pushed the policemen away. They didn't do anything after that. I think they could see there would have been a riot. I was never frightened of the police or the troops because I had the people with me, you see.“

auf Deutsch etwa: 

„Ein Polizist legte seine Hände auf meine Arme. Sie sagten mir, ich solle nach Hause gehen, aber die Menge brüllte ... 'Hey, lass sie in Ruhe' ... und einige Männer kamen und stießen die Polizisten weg. Danach haben sie nichts mehr unternommen. Ich glaube, sie konnten sehen, dass es einen Aufstand gegeben hätte. Ich hatte nie Angst vor der Polizei oder den Soldaten, weil ich die Leute bei mir hatte, wissen Sie.“

### Der Streik der Arbeiterinnen von Birmingham von 1931
1931 organisierte Eden einen weiteren Streik, diesmal führte sie 10.000 überwiegend nicht gewerkschaftlich organisierte Frauen in einen einwöchigen Streik, in dessen Verlauf sie der Kommunistischen Partei Großbritanniens (CPGB) beitrat. Vor dem Streik hatte Eden bemerkt, dass die Fabrikaufseher ihre Arbeit genau beobachteten, und bald fanden Eden und ihre Kolleginnen heraus, dass die Aufseher sie beobachteten, weil sie schnell arbeitete, und dass sie vorhatten, ihr Arbeitstempo als Maßstab für alle anderen Beschäftigten in der Fabrik zu verwenden. Eden wandte sich an die Amalgamated Engineering Union (AEU), die jedoch keine Frauen als Mitglieder zuließ, so dass sie sich stattdessen an die Transport and General Workers Union (T&W) wandte. Aus Protest gegen die Pläne der Fabrik organisierte Eden einen Massenstreik von 10.000 Frauen, die sich eine Woche lang weigerten zu arbeiten. Der Streik war erfolgreich, und die Fabrikleitung von Lucas Electrics sah sich gezwungen, nachzugeben. Nach dem Sieg waren die überglücklichen Fabrikarbeiter so ekstatisch, dass die Fabrik während der normalen Arbeitszeit nicht arbeiten konnte und vorzeitig geschlossen werden musste. Einer der kommunistischen Aktivisten, die Eden ermutigt hatten, wurde bei einer Feierstunde auf die Schultern von Fabrikarbeitern gehoben.
Dieser Streik wurde vom Trades Union Congress (TUC) als „damals beispiellos“ bezeichnet und führte dazu, dass der damalige Vorsitzende der T&G, Ernest Bevin, Jessie Eden mit der Goldmedaille der Gewerkschaft auszeichnete. Edens Führung und Organisation des Streiks führte zu einem massiven Anstieg der Zahl der Frauen in den Midlands, die den Gewerkschaften beitraten.

### Die Zeit in der Sowjetunion
Nach dem Streik von 1931 vermittelte ihr die Kommunistische Partei (der sie ein Leben lang angehörte) eine Reise in die Sowjetunion, um Arbeiterinnen für den Bau der Moskauer Metro im Jahr 1934 zu mobilisieren. Sie verbrachte zweieinhalb Jahre in der Sowjetunion, doch trotz ihrer Fähigkeiten in der Organisation von Arbeitern trug ihre Arbeit nur wenig dazu bei, den Bau der Moskauer Metro zu beschleunigen, was vor allem an den Sprachproblemen lag. Während ihrer Zeit in der Sowjetunion engagierte sie sich in der Lenin-Schule der Komintern und wurde ausgewählt, als Stoßarbeiterin im Stalinwerk (das später in ZiL umbenannt wurde) zu arbeiten.
Später erzählte Eden ihrer Schwiegertochter, sie sei im Geheimen in die Sowjetunion gereist und die meisten Menschen hätten geglaubt, sie sei verschwunden.

### Der Mieterstreik von 1939 in Birmingham
Nach ihrer Rückkehr aus der Sowjetunion führte Eden erneut einen erfolgreichen Streik in der Stadt Birmingham an. Aus Protest gegen die slumähnlichen Wohnverhältnisse in Birmingham organisierte Eden 1939 einen Massenmietstreik von fast 50.000 Mietern. Sie setzte ihren Einsatz für die Rechte von Hausbewohnern fort und war fast drei Jahrzehnte lang Vorsitzende der Vereinigung der Mieter von Sozialwohnungen in der Stadt Birmingham.

### Wahlkämpfe
Eden trat bei der Unterhauswahl 1945 im Wahlkreis Handsworth an; sie erhielt 3,4 % (1.390) der Stimmen. Im November 1945 kandidierte sie bei den Kommunalwahlen und verfehlte mit 2 887 Stimmen knapp das Erringen eines Mandates.

## Jessie Eden in der Populärkultur

### InPeaky Blinders
In den 2020er Jahren wurde Eden vor allem durch ihre Darstellung in der fiktiven britischen Fernsehserie Peaky Blinders bekannt, die zu Kontroversen über die Darstellung ihres Privatlebens führte und das Interesse an der Geschichte der britischen Gewerkschaften wiederbelebte.

In den Staffeln 4 und 5 von Peaky Blinders wurde die von der irischen Schauspielerin Charlie Murphy dargestellte Figur eingeführt. Die Rezeption der Serie war gemischt. Einige Personen, die Eden noch persönlich gekannt hatten, nahmen Anstoß an der Art, wie sie in der Serie dargestellt wurde. Graham Stevenson, ein Gewerkschafter und Autor von Artikeln zum britischen Kommunismus, der mit Eden befreundet war und ihr Leben beschrieben hat, kritisierte die Serie.
„I knew Eden, and as a callow 22-year-old, I didn't ask the 70-year-old Jessie about her relationships, let alone sex life. But I doubt her private life was as complicated or dramatic as her eponymous character's. Nor can I see any young woman during the 1920s gratuitously going into a gents' toilets, as Eden is shown doing, for any reason at all other than life or death. The social values of the programme are ahistorical. It is surely the conceit that Tommy Shelby, the gangster villain-hero of the series, could ever convince a woman like Eden to be wined and dined, let alone be seduced, that finally reveals the true motives of the creators of the programme.“
Bei einer Diskussionsrunde, an der Stevenson, der Dichter Dave Puller und der Kulturhistoriker Professor Paul Long teilnahmen, diskutierten die drei über die Serie und ihre Darstellung der britischen Arbeiterklasse. Long bewertete die Serie positiv und lobte sie als eine „großartige Darstellung interessanter Protagonisten aus der Arbeiterklasse“. Puller hatte gemischte Gefühle und war enttäuscht, dass die Serie sich auf Edens fiktive Romanze mit Tommy Shelby konzentrierte und nicht auf ihre tatsächlichen Leistungen als Kommunistin und Gewerkschaftsführerin.

## Persönliches
Eden war zweimal verheiratet, einmal kurz im Jahr 1923 mit Albert Eden, von dem sie sich jedoch schnell wieder trennte, da er andere politische Ansichten vertrat. Während dieser kurzen Ehe adoptierte das Paar einen Sohn namens Douglas (von Freunden Douggie genannt), der später der Royal Navy beitrat und bis zu seinem Tod 1977 lebenslang Mitglied der kommunistischen Partei war. Nach seinem Tod sprachen verschiedene Mitglieder der Familie Eden davon, dass er ein Blutsverwandter sei und dass Douglas sein ganzes Leben lang nicht gewusst habe, dass er nicht der biologische Sohn von Jessie Eden war.
1948 heiratete Eden den kommunistischen Parteifreund Walter McCulloch, mit dem sie bis zu seinem Tod im Jahr 1978 zusammenlebte. McCulloch war Zimmermann und CPGB-Mitglied, der den Bau des Star Social Club der kommunistischen Partei für die Midlands beaufsichtigte.
Eden starb in Birmingham am 27. September 1986.